# 王朝柱
王朝柱（1941年—），中国内地编剧、作家，毕业于中央音乐学院作曲系，以创作重大革命历史题材作品而闻名，包括20多部重大革命历史题材电视剧、4部电影、40多部长篇史传文学，曾四次获得中国电视剧飞天奖优秀编剧奖、四次获得中国电视金鹰奖最佳编剧奖，被誉为“中国编剧第一人” 。

## 生平
王朝柱1941年出生于河北省吴桥县。五六岁时，父母和八个兄弟姐妹接连去世，仅余王朝柱和一个比他大十几岁的哑巴哥哥，靠乞讨为生。后来王朝柱学会了耍猴、吹笛，自幼就展现出了非凡的音乐天赋。十五岁时，凭着吹笛子和吹笛子学来的乐理知识，王朝柱考入中央音乐学院附中，后又顺利升入当时位于天津的中央音乐学院。从作曲系毕业之后，王朝柱留校担任秘书。文化大革命爆发之后，王朝柱成为北京红卫兵保守派的头目之一。据说，他曾获江青接见，江青问大家是什么出身，王朝柱回答“贫农”，江青又问“几代贫农”，王朝柱答“我家从周口店起，就是贫农”，这句话成了他的名言。后来王朝柱因反对江青、林彪而被打成现行反革命，到天津葛沽劳改农场劳改六年。其后，王朝柱进入总政歌剧团担任作曲，发现自己对文学的兴趣已远远超过音乐，决定弃乐从文，从总政歌剧团调入总政话剧团，任话剧编剧，参加创作话剧《决战淮海》。1990年代起进入影视剧编剧领域，自1997年起，其长住于北京香山脚下的一间酒店，潜心创作剧本。
王朝柱担任编剧的影视作品多次获奖，《长征》《延安颂》获中宣部五个一工程奖特等奖，《开国领袖毛泽东》《长征》《延安颂》《辛亥革命》获中国电视剧飞天奖优秀编剧，《长征》《延安颂》《张学良》获中国电视金鹰奖最佳编剧奖，《解放》《辛亥革命》获中国电视剧飞天奖长篇电视剧特别奖，《解放大西南》获中国电视剧飞天奖长篇电视剧一等奖。2018年，获中国文联终身成就电视艺术家奖。

## 作品

### 电视剧
- 1991年《巨人的握手》
- 1997年《张学良将军》
- 1998年《周恩来在上海》
- 1999年《开国领袖毛泽东》
- 2001年《长征》
- 2002年《张学良》
- 2003年《延安颂》
- 2005年《冼星海》
- 2005年《八路军》
- 2007年《船政风云》
- 2008年《周恩来在重庆》
- 2009年《解放》
- 2010年《解放大西南》
- 2011年《辛亥革命》
- 2013年《寻路》
- 2015年《太行山上》
- 2018年《换了人间》
- 2024年《我们的队伍向太阳》

### 电影
- 1989年《龙云和蒋介石》
- 1996年《长征》
- 2011年《第一大总统》
- 2012年《走过雪山草地》